# Риисе, Филлип
Фи́ллип Йе́нссен Ри́исе (норв. Fillip Jenssen Riise; 11 мая 2007) — норвежский футболист, защитник клуба «Стабек».

## Клубная карьера
Филлип начал заниматься футболом в клубе «Роллон», а затем в 2019 году перешёл в академию «Стабека». В 2022 году дебютировал за «Стабек 2» во Втором дивизионе Норвегии (четвёртый уровень), выйдя на замену в матче против «Реди».
В марте 2023 года дебютировал за основную команду «Стабека» в Кубке Норвегии в матче против «Брюне», выйдя на замену. Во втором раунде Кубка, в матче с «Молде», реализовал один из решающих пенальти в серии послематчевых ударов (победа 9:8).
23 октября 2023 года Филлип Риисе дебютировал в чемпионате Норвегии, выйдя на замену в матче против клуба «Сарпсборг 08» на 79-й минуте.

## Карьера в сборной
Выступал за сборную Норвегии до 15 лет, проведя два матча. В дальнейшем вызывался в сборные до 16 и до 17 лет.

## Семья
Отец — Бьорн Хельге Риисе, экс-игрок сборной Норвегии. Старший брат — Ноа, также является профессиональным футболистом. Дядя — Йон Арне Риисе, рекордсмен сборной Норвегии по футболу по сыгранным матчам, выступал за «Фулхэм»